# Andipaksos
Andipaksos lub Atipaxos, Antipaxi (gr. Αντίπαξος) – mała grecka wyspa, położona 3 km od Paksos, w archipelagu Wysp Jońskich. Administracyjnie wyspa leży w administracji zdecentralizowanej Peloponez, Grecja Zachodnia i Wyspy Jońskie, w regionie Wyspy Jońskie, w jednostce regionalnej Korfu, w gminie Paksos. W 2011 roku liczyła 20 mieszkańców. 
Na wyspie znajdują się duże pola upraw winorośli, z których powstaje lokalne wino. Na Andipakos znajduje się kilka atrakcyjnych dla turystów plaż. Wyspa posiada także port znajdujący się w miejscowości Agrapidia.